# Crystal Sobers
Crystal Sobers (* 13. Februar 1981) ist eine Fußballschiedsrichterin aus Trinidad und Tobago.
Seit 2015 steht sie auf der Liste der FIFA-Schiedsrichter und leitet internationale Fußballpartien.
Sobers leitete zwei Spiele beim Women’s Gold Cup 2018 in den Vereinigten Staaten.
Zudem wurde sie bei der U-20-Weltmeisterschaft 2024 in Kolumbien als Schiedsrichterin eingesetzt.